# Odontomantis ornata
Odontomantis ornata är en bönsyrseart som beskrevs av Werner 1935. Odontomantis ornata ingår i släktet Odontomantis och familjen Hymenopodidae. Inga underarter finns listade i Catalogue of Life.